# 新開長英
新開 長英（しんかい ながふさ、1903年3月24日 - 1985年8月5日）は、日本の哲学者。

## 略歴
福岡県田川市出身。1928年九州帝国大学法文学部哲学科卒、旧制広島高等学校教授、福岡高等学校教授、1932年九大助教授、1942年神宮皇學館教授に転じる。戦後は北九州大学教授、九州産業大学教授を務めた。

## 著書
- 『人倫の哲学』理想社 1943
- 『独逸観念論と道徳哲学』理想社 1964
- 『カウンセリングの人間関係』誠信書房 1964
- 『社会福祉概論』九州出版社、1967 増補・明玄書房 1972
- 『人間形成と倫理 道徳教育の研究』明玄書房 1968
- 『世阿弥と能の心』桧書店 1971
- 『市民社会倫理の成立』理想社 1973
- 『社会福祉方法論』明玄書房 1978
- 『ギリシアの哲学と倫理』明玄書房 1982